# Університет Північної Кароліни в Чапел-Гілл
Університет Північної Кароліни в Чапел-Гілл (англ. University of North Carolina at Chapel Hill) — державний дослідницький університет в місті Чапел-Гілл, штат Північна Кароліна. Заснований 1789 року Генеральною асамблеєю штату. Станом на 2015-й рік в університеті навчається понад 29 тисяч студентів. Університет Північної Кароліни в Чапел-Гілл є найстарішим громадським університетом США серед подібних йому в системі університетів штатів. Член Асоціації американських університетів, яка існує з 1900 року та об'єднує провідні дослідницькі інститути США.
Перша публічна установа з надання вищої освіти у Північній Кароліні. 12 лютого 1795 року університет прийняв перших студентів.

## Символи університету
Одним із символів університету є Old Well — класична ротонда, побудована на місці старого водограю з південної сторони великого газону між студентськими гуртожитками Старий Схід та Старий Захід. Нині в ротонді є питний фонтанчик, підключений до системи міського водопостачання. За місцевою легендою першокурсник, який поп'є води з фонтанчика, матиме успіх упродовж наступних чотирьох років.
Іншим символом університету вважається Davie-Pappel — тополя віком від 300 до 375 років. За легендою, доки стоятиме тополя, доти розквітатиме університет.

## Спорт
Навчальний заклад відомий своєю баскетбольною командою. Північна Кароліна вигравала чемпіонат NCAA п'ять разів. Найвідомішим баскетболістом, який навчався в університеті, є Майкл Джордан. Також за УПК виступали Антуан Джеймісон, Ларрі Браун, Вінс Картер та інші відомі баскетболісти.
Навчальний заклад має кілька команд з жіночого футболу, американського футболу, європейського футболу та інші видів спорту. Дуже успішна у своїх виступах є команда з жіночого футболу, яка виграла чимало студентських північноамериканських першостей. Зокрема за університет в 1989–1993 роках виступала одна з найсильніших футболісток в історії, дворазова чемпіонка світу та дворазова олімпійська чемпіонка Міа Гемм.